# Joseph Carletti
Pour les articles homonymes, voir Carletti.
Joseph Carletti, né le 12 mars 1946 à Incudine (Lombardie), est un coureur cycliste français, professionnel de 1973 à 1974.

## Biographie
Né italien, il est naturalisé français en 1956.

## Palmarès sur route
- 1965
  - 3e du Grand Prix du Faucigny
- 1968
  - 2e du Grand Prix du Faucigny
- 1971
  - Annemasse-Bellegarde-Annemasse
- 1972
  - Champion de Dauphiné-Savoie
  - Grand Prix du Faucigny
  - Circuit des Cévennes
  - 2e de Paris-Dreux

## Résultats sur les grands tours

### Tour de France
1 participation
- 1973 : hors course (8e étape)

## Palmarès sur piste
- 1973
  - 3e du championnat de France de poursuite